# Feuchtgebiete
Feuchtgebiete (Nederlandse titel: Vochtige streken) is een Duitse speelfilm uit 2013, geregisseerd door David Wnendt. De film is gebaseerd op de gelijknamige roman uit 2008 van Charlotte Roche.

## Verhaal
De achttienjarige Helen Memel woont als kind van gescheiden ouders bij haar jongere broer. Ze heeft een ongewoon intense relatie met haar lichaam, wat ze volkomen normaal vindt, hoewel ze zich ervan bewust is dat ze sociale taboes doorbreekt. Ze likt bijvoorbeeld haar vaginale vocht van haar vinger, masturbeert met groenten, houdt van orale seks en vindt persoonlijke hygiëne overschat. Ze is allang vervreemd geraakt van haar moeder, maar raakte bevriend met haar buurvrouw, Corinna, die ze haar ontspannen relatie met lichamelijkheid en seksualiteit overbrengt.
Als de intieme scheerbeurt niet zorgvuldig wordt uitgevoerd, ontwikkelt Helen een anale fissuur en wordt ze met spoed opgenomen in het ziekenhuis en wordt ze onmiddellijk geopereerd. Ze vertraagde bewust haar herstel, enerzijds om een relatie op te bouwen met haar verzorger Robin en anderzijds om haar ouders te dwingen bij hun ziekbed in te halen. Ze wordt echter eindelijk vrijgelaten en rijdt samen met Robin naar zijn appartement.

## Rolverdeling
| Acteur              | Personage      |
| ------------------- | -------------- |
| Carla Juri          | Helen Memel    |
| Christoph Letkowski | Robin          |
| Marlen Kruse        | Corinna        |
| Meret Becker        | Helen's moeder |
| Axel Milberg        | Helen's vader  |
| Peri Baumeister     | Zuster Valerie |
| Edgar Selge         | Dr. Notz       |
| Clara Wunsch        | Helen, 8 jaar  |

## Productie
Het Medienboard Berlin-Brandenburg financierde de ontwikkeling van een script voor de film met 36.000 euro. De productie toen nog onder de werktitel Memelland liep van 2010 tot 2012. Feuchtgebiete werd gefilmd tijdens 37 opnamedagen in Berlijn en Mallorca. Het journaal op televisie dat Helen als kind met haar vader en moeder kijkt, is van de vuurwerkramp in Enschede op 13 mei 2000. De daadwerkelijke beelden waren van Danny de Vries.

## Release
De film ging in première op 11 augustus 2013 in de internationale competitie op het Internationaal filmfestival van Locarno.

## Ontvangst
De film werd over het algemeen positief ontvangen door filmcritici. Op Rotten Tomatoes heeft Feuchtgebiete een waarde van 91% en een gemiddelde score van 7,20/10, gebaseerd op 56 recensies. Op Metacritic heeft de film een gemiddelde score van 77/100, gebaseerd op 20 recensies.

## Prijzen en nominaties
| Jaar | Prijs                                                         | Categorie                                         | Genomineerde(n)    | Uitslag     |
| ---- | ------------------------------------------------------------- | ------------------------------------------------- | ------------------ | ----------- |
| 2013 | Bambi                                                         | Beste actrice - Nationaal                         | Carla Juri         | Genomineerd |
| 2013 | Internationaal filmfestival van Locarno                       | Swiss Critics Boccalino Award - Beste actrice     | Carla Juri         | Gewonnen    |
| 2013 | Internationaal filmfestival van Locarno                       | Gouden Luipaard                                   | David Wnendt       | Genomineerd |
| 2014 | Deutscher Filmpreis                                           | Beste prestaties door een actrice in een Hoofdrol | Carla Juri         | Genomineerd |
| 2014 | Deutscher Filmpreis                                           | Beste montage                                     | Andreas Wodraschke | Genomineerd |
| 2014 | Nashville Film Festival                                       | Beste actrice nachtdienst competitie              | Carla Juri         | Gewonnen    |
| 2014 | Nashville Film Festival                                       | Grote juryprijs nachtdienst competitie            | David Wnendt       | Gewonnen    |
| 2014 | Netia Off Camera International Festival of Independent Cinema | Beste speelfilm                                   | David Wnendt       | Genomineerd |
| 2014 | South by Southwest                                            | Publieksprijs - SXGlobal                          | David Wnendt       | Genomineerd |
| 2014 | Sundance Film Festival                                        | Grote juryprijs - Wereldbioscoop - Dramatisch     | David Wnendt       | Genomineerd |
| 2014 | Women Film Critics Circle Awards                              | Moed in acteren prijs                             | Carla Juri         | Genomineerd |